# نار (عنصر تقليدي)
كانت النار جزء هامًا في كل الثقافات والمعتقدات منذ قبل التاريخ وحتى يومنا الحاضر، كما كانت عنصرًا حيويًا في تطور الحضارة. وردت النار في العديد من النصوص عبر التاريخ، وخاصة التي اعتقدت بأنها من ثوابت عالم ما وراء الطبيعة.

## التراث الإغريقي والروماني
كانت النار أحد العناصر التقليدية الأربعة في الفلسفة والعلوم اليونانية القديمة. كما كانت عادة مرتبطة بصفات الطاقة وتأكيد الذات والعاطفة. في إحدى الأساطير الإغريقية، سرق بروميثيوس النار من الآلهة لحماية البشرية البائسة، لكنه عوقب على فعل الخير هذا. كانت النار أحد الـ «archai» التي اعتقد معظم فلاسفة ما قبل سقراط أنها تسعى لتقليص الكون ومخلوقاته إلى مادة واحدة. اعتبر هرقليطس أساس كل العناصر، كما اعتقد بأن النار تنشّط العناصر الثلاثة الأخرى حيث قال: «كل الأشياء من النار، والنار من كل شيء، تمامًا كقولنا السلع من أجل الذهب والذهب لشراء السلع». كان هرقليطس مشهورًا بمبادئه الفلسفية الغامضة وتحدثه بالألغاز، فوصف كيفية تنشيط النار للعناصر الأخرى فقال: «بطريقة تصاعدية-تنازلية، وبانسجام خفي»، أو من خلال سلسلة من التحولات التي سمًاها «تحولات النار» التي تتم أولاً إلى ماء، ثم نصف هذا الماء إلى أرض، ثم نصف هذه الأرض إلى هواء مخلخل. فشمل ذلك رؤية إيمبيدوكليس حول العناصر التقليدية الأربعة، وفكرة أرسطو حول التحول بين العناصر. قال هرقليطس: «هذا العالم واحد للكل، فلم يصنعه أحد من الآلهة أو البشر. بل كان وسيكون نار دائمة بمقادير تأججها ومقادير تخرجها.»
كان هرقليطس يرى بأن الروح خليط من النار والماء حيث النار هي المكوّن الأكثر نبلاً والماء المكوّن الأكثر خِسّة. واعتقد بأن هدف الروح التخلص من الماء لكي تصبح نارًا خالصة، وقال: «الروح الجاقة هي الأفضل، فالملذات الدنيوية تجعل الروح رطبة». وقد عُرف بـ «الفيلسوف البكّاء»، وتوفي بداء الاستسقاء.
اشتهر إيمبيدوكليس بتحديده للعناصر الأربعة، وبحلول عصر أفلاطون كانت تلك العناصر الأربعة تحظى بالقبول العام. في طيماوسية أفلاطون، قال أفلاطون في حواره الكوني الرئيسي بأن المجسم الأفلاطوني الذي ربطه بالنار هو رباعي الأوجه الذي يتكون من أربعة مثلثات تحتوي على أقل حجم له أكبر مساحة سطح. مما جعل النار العنصر الذي له أقل عدد من الجوانب، واعتبرها أفلاطون مناسبة لحرارة النار التي كان يعتقد أنها حادة ووخّازة، (كإحدى نقاط رباعي الأسطح). أما تلميذه أرسطو فلم يؤمن بنظره أستاذه الهندسية للعناصر، وقدّم تفسيرًا أكثر وضوحًا للعناصر اعتمادًا على خصائصها التقليدية. فالنار الحادة والجافة كغيرها من العناصر مادة مجردة لا تتطابق مع المواد الصلبة والسائلة وظاهرة الاحتراق، حيث قال: «ما نسميه النار. ليست في الحقيقة نارًا، بل فائض من الحرارة ونوع من الغليان. ولكن في الواقع، ما نسميه هواء، الجزء المحيط بالأرض رطب ودافئ، لأنه يحتوي على كل من البخار وزفير الأرض الجاف.» كان أرسطو يرى أن العناصر الأربعة ترتفع أو تهبط نحو مكانها الطبيعي في طبقات متحدة المركز تحيط بمركز الأرض وتشكل الأرضية أو المجال القمري الفرعي [الإنجليزية].

الرمز الخيميائي للنار

في الطب اليوناني القديم، فإن كل عنصر من الأخلاط الأربعة يصاحب أحد العناصر التقليدية. فربطوا المزاج الصفرواي بالنار، لأن كلاهما حار وجاف. كما ربطوهما بفصل الصيف حيث ترتفع صفات الحرارة والجفاف؛ وبالحمى الكوليرية، والذكورة والنقطة الشرقية للبوصلة. وفي الخيمياء، تم الربط بين عنصر الكبريت بالنار ورمزها الخيميائي الذي هو مثلث موجّه لأعلى. وفي المعتقدات الخيميائية، يتم تتحضر المعادن بنيران في باطن الأرض، ويقوم الخيميائيون فقط بتسريع تكوّنها.

## التراث الهندي
أغني هو معبود هندوسي وفيدي. وكلمة Agni الاسم السنسكريتية للنار، وهي تتشابه مع كلمة ignis اللاتينية (التي اشتق منها المصدر الإنجليزي ignite التي تعني إشعال)، والكلمة الروسية огонь التي تعني نار تنطق أيضًا agon. وتحمل تلك الكلمة ثلاث معان: النار والبرق والشمس. ويعد أغني أحد أهم الآلهة الفيدية، فهو إله النار الذي يقبل القرابين التي تذهب إلى الآلهة، فهو الرسول بين الآلهة والبشر، وشاب دائمًا لأن النار تتجدد كل يوم، لذا فهو خالد لا يموت. كما ترتبط النار في التراث الهندي بالإله سوريا أو الشمس، والإله مانغالا أو المريخ، وتوربط كذلك الاتجاه الجنوبي الشرقي.

## الطقوس السحرية
كانت النار والعناصر التقليدية الإغريقية الأخرى مندرجة في نظام الفجر الذهبي. كانت فلسفة (4=7) عنصر منسوب إلى النار؛ كما كانت منسوبة إلى الكابالا الهرمسية والنيتزاش السفردية وكوكب الأرض الزهرة. وسلاح النار السحري هو العصا السحرية. وكانت كل العناصر ترتبط بكيانات روحية، فرئيس ملائكة النار هو رئيس الملائكة ميخائيل، وملاكها أرال، والحاكم سيراف، والملك دجين، وحراس النار بعد باراسيلسوس يسمون بالسلمندر. اعتبرت النار عنصرًا نشطًا، وتم تمثيلها برمز برج الأسد، ويشار إليها بالنقطة السفلى اليمنى من النجمة الخماسية عند استدعاء الطقوس العليا للخماسي.

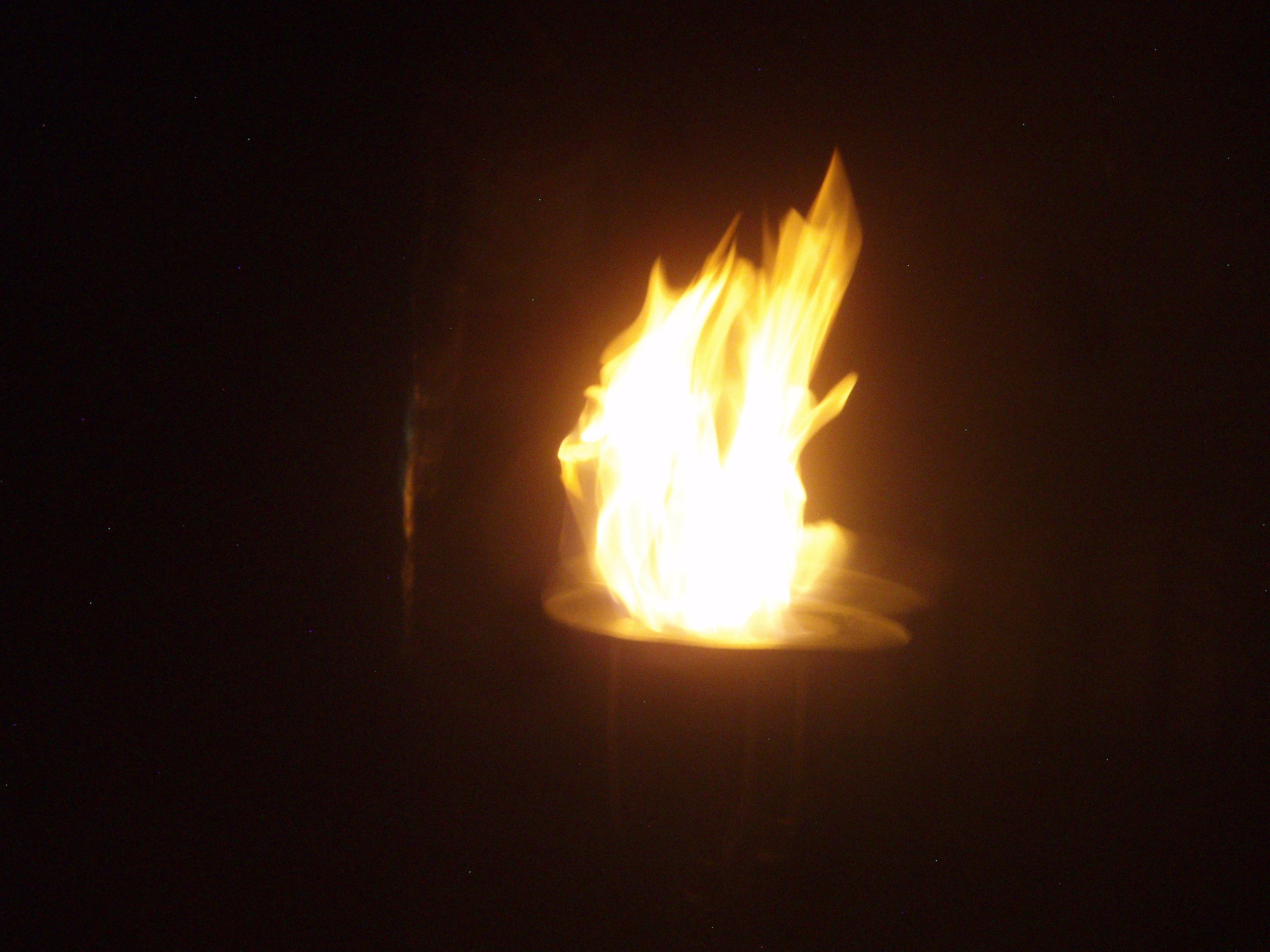
صورة لإشعال النار أثناء الاحتفال بالانقلاب الشتوي عند الماسونيين المعروضة في أحد متاحف المكسيك.

## السحر الحديث
النار هي أحد العناصر الخمسة التي تظهر في معظم طقوس الويكا المتأثرة بنظام الفجر الذهبي السحري، كما أن حركة آليستر كراولي الصوفية الباطنية مستوحاة أيضًا من نظام الفجر الذهبي.

## الماسونية والطقوس الأخرى
يظهر عنصر النار في القصص الأسطورية في جميع أنحاء العالم، وغالبًا في قصص ذات الصلة بأشعة الشمس. ففي شرق آسيا، يرمز إلى النار بالطير القرمزي المعروف باسم تشو كيو في اللغة الصينية، وسوزاكو في اللغة اليابانية وجو-جاك في اللغة الكورية. ويرمز للنار في ديانة الآزتك بالحجر الصوان. زعند الشعوب الأصلية في الأمريكتين بالفأر؛ وفي الديانة الهندوسية بالصاعقة؛ وعند السكوثيين بالفأس؛ وعند اليونان بغصن التفاح؛ وفي الأيقونات المسيحية بالأسود والغربان.
في الماسونية، النار أيضًا حاضرة، على سبيل المثال، عند الاحتفال بالانقلاب الشتوي الذي يرمز إلى الطاقة وعصر النهضة، تقتبس الماسونية المعنى الرمزي القديم للنار، وتدرك طبيعتها المزدوجة: الخلق والضياء من جهة، والتدمير والطهارة من جهة أخرى.

## للاستزادة
- Frazer, Sir James George, Myths of the Origin of Fire, London: Macmillan, 1930.
- Freeman, Kathleen & Diels, Hermann; Ancilla to the Pre-Socratic Philosophers: a complete translation of the fragments in Diels, Fragmente der Vorsokratiker. (ردمك 978-1-60680-256-4). Cambridge: Harvard University Press, [1948] 1970.

## وصلات خارجية
- Different versions of the classical elements
- Overview the 5 elements
- Section on 4 elements in Buddhism
- a virtual exhibition about the history of fire